# 丹尼尔·卡萨雷斯
丹尼尔·卡萨雷斯（西班牙語：Daniel Casares，1980年—），男，马拉加省人，西班牙弗拉门戈吉他手和作曲家。

## 生平
1999年，单独录制了他的第一张专辑“魔力弗拉明戈”。2004年出品“灵魂之心”个人第三张唱片，在西班牙、美国和欧洲各地的主要城市进行了巡回演出。2005年获得AFCAF颁发最佳西班牙弗拉明戈艺术家称号。